# H. F. M. Prescott
H. F. M. Prescott, mit vollem Namen Hilda Francis Margaret Prescott (* 22. Februar 1896 in der Grafschaft Cheshire; † 1972) war eine britische Schriftstellerin und Historikerin.

## Leben und Werk
Die Tochter des anglikanischen Pfarrers James Mulleneux Prescott besuchte die Wallasey High School in Cheshire. Ein Studium der Neueren Geschichte an der University of Oxford schloss sie mit dem Master of Arts ab. Daraufhin wechselte sie an die University of Manchester, wo sie unter dem Historiker Thomas Frederick Tout forschte und einen weiteren Master-Grad erwarb.
1958 wurde sie zum Jubilee Research Fellow des Royal Holloway College der Universität London ernannt. Dort arbeitete sie zusammen mit Thomas Wolsey.
Prescott lebte lange Jahre zurückgezogen mit ihren Hunden in dem Dorf Charlbury in Oxfordshire.
Sie war Ehrendoktor der University of Durham und Fellow der Royal Society of Literature.

## Werk
Ab Mitte der 1920er Jahre veröffentlichte Prescott mehrere Romane und historische Sachbücher. Für ihre Biographie der englischen Königin Maria I. von 1940 gewann sie 1941 den James Tait Black Memorial Prize. Das Buch gilt als beste Biographie der Monarchin.
Der historische Roman The Man on a Donkey von 1952 berichtet über die katholische Rebellion Pilgrimage of Grace zur Zeit Heinrichs VIII.
Ihre Bücher Jerusalem Journey (1954) und Once to Sinai (1957) beruhen auf den Reiseberichten des Ulmer Dominikaners Felix Fabri. Prescotts einziger Thriller Dead and Not Buried wurde 1954 als Fernsehserie unter dem Titel Bury Me Later verfilmt.

## Werke
- The Unhurrying Chase, 1925
- The Lost Fight, 1928
- Son of Dust, 1932; deutsch: Vom Staub geboren, 1960
- Dead and Not Buried, 1938
- Spanish Tudor, 1940; 2. erweiterte Auflage als Mary Tudor, 1962; deutsch: Maria Tudor, 1966
- The Man on a Donkey, 1952; deutsch: Der Mann auf dem Esel, 1953
- Jerusalem Journey, 1954; deutsch: Felix Fabris Reise nach Jerusalem, 1960
- Once to Sinai. The Further Pilgrimage of Friar Felix Fabri, 1957

Übersetzung:
- Flamenca, „Bernardet dem Troubadour“ zugeschrieben, übersetzt aus dem Provenzalischen des 13. Jh., 1930